# Raivuna ochracea
Raivuna ochracea är en insektsart som först beskrevs av Victor Lallemand 1950.  Raivuna ochracea ingår i släktet Raivuna och familjen Dictyopharidae. Inga underarter finns listade i Catalogue of Life.